# Ichthyoxenus minabensis
Ichthyoxenus minabensis là một loài chân đều trong họ Cymothoidae. Loài này được Shiino miêu tả khoa học năm 1951.